# Unionville (Illinois)
Unionville ist eine kleine Siedlung im Whiteside County im Nordwesten des  US-amerikanischen Bundesstaates Illinois. Der Ort liegt in der Union Grove Township und gehört als Unincorporated Community keiner Gemeinde an.

## Geografie
Unionville liegt im nordöstlichen Zentrum des Whiteside County auf 41°49′09″ nördlicher Breite und 89°58′57″ westlicher Länge. Der Mississippi, der die Grenze zu Iowa bildet, liegt 17 km westlich. Die Grenze zu Wisconsin verläuft 82 km nördlich. 
Unionville liegt am nordwestlichen Stadtrand von Morrison. Weitere Nachbarorte von Unionville sind Lyndon (15,7 km südsüdöstlich), Prophetstown (21,1 km südlich) und Union Grove (4,3 km nordwestlich).
Die nächstgelegenen größeren Städte sind Dubuque in Iowa (113 km nordwestlich), Rockford (115 km nordöstlich), Chicago (204 km östlich), Peoria (150 km südsüdöstlich) sowie die Quad Cities (76,2 km südwestlich).

## Verkehr
Der U.S. Highway 30, der Cedar Rapids in Iowa mit Chicago verbindet, verläuft in Nordwest-Südost-Richtung auf einem gemeinsamen Streckenabschnitt mit der Illinois State Route 78 durch Unionville. 
Parallel zum Highway 30 verläuft am südwestlichen Ortsrand eine Eisenbahnlinie der Union Pacific Railroad.
Mit dem Whiteside County Airport befindet sich ein kleiner Flugplatz 29 km westsüdwestlich von Unionville. Die nächstgelegenen größeren Flughäfen sind der 109 km nordöstlich gelegene Chicago Rockford International Airport und der 77 km südwestlich gelegene Quad City International Airport.